# Різдво в Данії

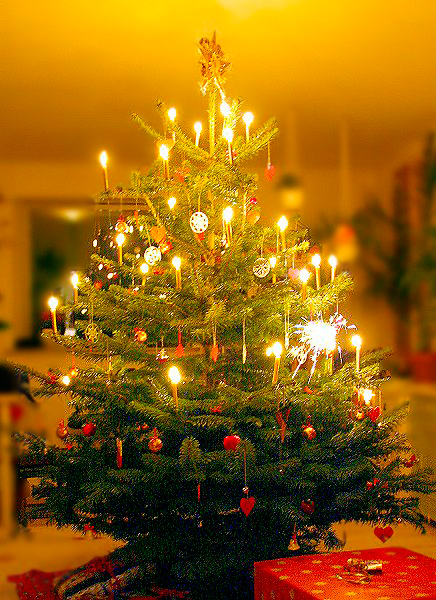
Данська новорічна ялинка (Juletræet).

Юл ([ˈjuˀl]), данський йоль і Різдво, відзначається протягом грудня, починаючи з початку Адвенту або 1 грудня з різними традиціями. Святвечір, Juleaften, головна подія Юла, відзначається ввечері 24 грудня, ввечері перед двома різдвяними святами, 25 і 26 грудня. Святкування напередодні Різдва також використовується для більшості інших свят у Данії.
Юл спочатку є стародавньою староскандинавською традицією, пов'язаною з німецьким святкуванням Йоля в Північній Європі, але була змішана з перекриваючою християнською традицією Різдва, коли в ХІ столітті Данія була християнізована. Традиції, пов'язані з Юлем, розвивалися протягом століть, і багато язичницьких традицій зберігаються й сьогодні. У ХІХ столітті з Німеччини поступово прийшла традиція приносити в будинок різдвяну ялинку.

## Святвечір
Увечері в родині їдять вишукану вечерю. Зазвичай він складається зі смаженої свинини, смаженої качки або, рідше, смаженої гуски, з картоплею, карамелізованою картоплею, червоною капустою та великою кількістю коричневої підливи. На десерт рисаламанде, холодну страву з рисового пудингу, подається з гострим вишневим соусом, усередині якого традиційно ховається цілий мигдаль. Щасливчик, хто знайшов мигдаль, має право на невеликий подарунок, яким традиційно є марципанове порося. У деяких сім'ях існує традиція, що десерт з рисового пудингу готують із рисової каші, що залишилася від попереднього вечора, страви, яка подається 23 числа, Lillejuleaften (маленький святковий день), з корицею, коричневим цукром і маслом. Його їдять теплим з фруктовим напоєм або солодким пивом.
Після завершення трапези (деякі сім'ї танцюють перед їжею) сім'я буде танцювати навколо Різдвяної ялинки і співати різдвяні колядки та гімни, такі як «Nu er det jul igen» (Тепер знову свято) і "Et barn er født i Bethlehem ". (У Віфлеємі народилася дитина). Після завершення співу діти або по черзі роздають подарунки з-під ялинки. Після того, як їх відкриють, з'являться інші закуски, цукерки, чипси та інколи традиційний Глег.

## Відвідини церкви
У Данії існує традиція ходити до церкви вдень на Святвечір, 24 числа. Традиційно в церкві читається текст Луки 2, але оскільки 24 число не є офіційним святом Різдва, на цей день до недавнього часу не існувало жодного офіційного ритуалу.
У більшості церков проводяться різдвяні служби в обох офіційних різдвяних святах, 25 і 26 грудня, з чітко визначеними ритуалами.
Ходити до церкви на Святвечір стало дуже популярним. Богослужіння 24 грудня є найбільш відвідуваними богослужіннями року, їх відвідує близько третини населення.

## Різдвяні обіди

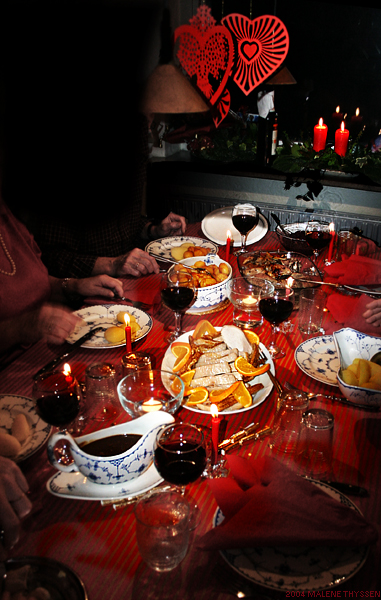
Традиційна різдвяна вечеря (Julemiddag)

Протягом усього святкового періоду влаштовуються різні святкові вечері або обіди. До 24 грудня більшість робочих місць, профспілок, шкіл, футбольних команд або великих груп друзів влаштовують Julefrokost (Святковий обід), але іноді вони відкладаються до січня. Це зазвичай передбачає багато їжі та алкоголю, і часто відбувається в п'ятницю чи суботу ввечері.
Після 24 грудня, зазвичай на Різдво та другий день Різдва, які є державними святами, великі сім'ї влаштовують familiejulefrokost (Сімейний святковий обід). Зазвичай це передбачає додаткову їжу і відбувається з полудня до вечора. Середні данець чи данка протягом Юла зазвичай відвідують три-чотири julefrokoster і одне або два familiejulefrokoster.
Типовий святковий обід передбачає багато пива та шнапсу. Починається він різноманітними стравами з морепродуктів; відкриті бутерброди з маринованим оселедцем, креветками та смаженим у фритюрі філе камбали з данським ремуладом. Іноді також пропонують гравлакс, копчений лосось чи копчений вугор. Маринований оселедець буває багатьох різновидів, з білими, червоними, каррі та смаженими маринованими оселедцями як найпоширенішими варіантами, і його подають виключно на раґбрейді, спеціальному данському житньому хлібі на основі закваски та цільного зерна. Далі подають різноманітні гарячі та холодні м'ясні страви, такі як смажені ковбаски, смажені фрикадельки, варена шинка, паштети з печінки та смажена свинина, які подаються до страв із червоною чи зеленою тушкованої капусти. Десерти — це зазвичай сири, фрукти (переважно апельсин, клементин і мандарин) і рисаламанде, особливий рисовий десерт, який асоціюється з Різдвом. Час від часу хтось вигукує «Skål», щоб вимовити тост, і всі перестають їсти, щоб випити. Зазвичай, щоб уникнути дорожньо-транспортних пригод, пов'язаних з алкоголем, на вечірки усі їздять громадським транспортом.

## Різдвяні кондитерські вироби та солодощі
Протягом різдвяного місяця грудня різні кондитерські вироби, фрукти, тістечка, напої та солодощі, пов'язані саме з Різдвом, широко доступні на вулицях, у магазинах, кафе чи вдома. Сюди входять горіхи (переважно фундук, волоські горіхи та мигдаль), сухофрукти (абрикоси, інжир та родзинки), апельсини, клементини, мандарини, яблука-голубі, брандте мандлер (мигдаль у цукровій глазурі), глазуровані яблука на паличці, млинці, еблесківер, пфеффернус, кленят, імбирний пряник та інші види смакаґер (данське печиво), ґлоґґ (глінтвейн) різних рецептів і різноманітні марципанові частування, деякі з яких включають шоколад і данську нугу.

## Різдвяні календарі
Данія перейняла та розширила німецьку традицію адвент-календарів. Зазвичай є Юлекалендарі (святкові календарі), які відзначають усі дні з 1 по 24 грудня. Їх часто роблять із картону з малюнками або ласощами, наприклад, шоколадом. Вони бувають різних форм, як домашні, так і виготовлені, і можуть містити невинні історії про Святкові дні або навіть бути скретч-картками.
Популярною версією є давній календар (подарунковий календар). Вони можуть функціонувати як юлекалендар, що відзначає всі 24 дні до Святка з подарунком на кожен день, або вони можуть функціонувати як адвент-календарі, що позначають чотири тижні Адвенту, замість цього з подарунком для кожної неділі.
Спеціальна календарна традиція Данії, започаткована Данським радіо у 1962 році, полягає в трансляції телевізійних шоу рівно з 24 епізодами, по одній щодня до Свята. Традиція стала дуже популярною, і кожна велика телевізійна мережа тепер має телевізійні календарі на різдвяний період, будь то оригінальні постановки чи телешоу. Традицію телекалендарів перейняли й інші скандинавські країни.

## Різдвяні канікули
Через високу концентрацію свят наприкінці грудня можна провести відпустку між Різдвом і Новим роком, не пропускаючи багато днів на роботі. Це свято зазвичай називають «Juleferie» або Святковими канікулами, і зазвичай розміщуються між датами з 24 грудня і 1 січня.

## Інші традиції

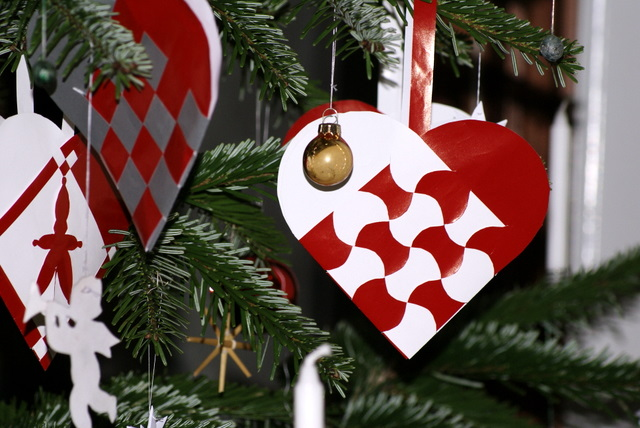
Різдвяні сердечка або святкові серця

У Данії Санта-Клаус відомий як Юлеманден (буквально «людина Юла») і, як кажуть, приїжджає на санях, запряжених оленями, з подарунками для дітей. У святкових справах йому допомагають ельфи, відомі як юленіссер (або просто нісер), які, як вважається, живуть на горищах, коморах або подібних місцях. У деяких традиціях, щоб зберегти прихильність і захист цих ніссерів, діти залишають блюдечка з молоком, рисовим пудингом або іншими ласощами для них у другій половині дня 24 числа, і радіють, коли вранці на Святковий день виявляють, що їжі немає.
Данські будинки прикрашають кравленіссер (лазіння ніссе), які є картонними вирізами з ніссерів, які можна прикріпити до картин і книжкових полиць. Це унікальна данська традиція, започаткована на початку ХХ століття.
Різдвяні сердечка або плетені святкові сердечка — це прикраси ручної роботи, які вішають на святкове дерево. Діти разом з іншими членами сім'ї створюють сердечка з глянцевого паперу різних кольорів. Сердечка, прикрашені паперові шишки, часто наповнюють ласощами, коли їх вішають на ялинку.
13 грудня данці та данки відзначають День Святої Люсії.

## Історія

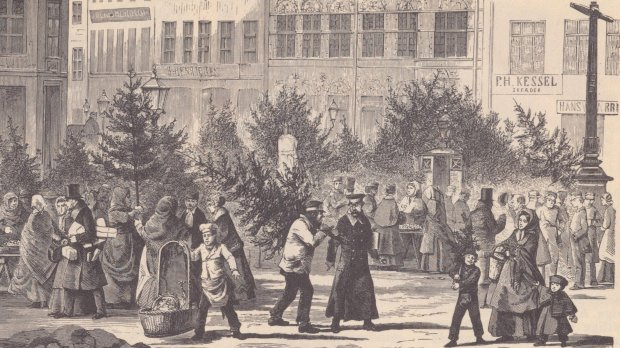
Різдвяні ялинки на Амагерторв у Копенгагені взимку 1867-68 років, ілюстрація з Illustreret Tidende

До 1770 року різдвяні свята включали 2-й день Різдва Христового та Хрещення Господнє 6 січня (відзначається напередодні 5 січня). Згодом тільки 1-е та 2-е Різдво є вихідними, а 6 січня тепер є днем святкування.
Перша ялинка в Копенгагені була запалена в Нью-Конгенсгаде в 1811 році. Різдвяні ялинки стали популярними серед середнього класу приблизно з 1820 року і, отже, поширилися на всі верстви суспільства.